# فرودگاه اووت
فرودگاه اووت (انگلیسی: Ovoot Airport) یک فرودگاه است که در منطقه صنعتی معدنی اووت تولگوی / نارین سوخیت، استان اومنوغوبی کشور مغولستان واقع شده است. این فرودگاه ترافیک هوایی داخلی برنامه‌ریزی‌شده برای مجتمع معدنی را مدیریت می‌کند و هر هفته چندین پرواز مسافربری داخلی برنامه‌ریزی‌شده به آن خدمات‌رسانی می‌کند.

فرودگاه اووت در ۳۲۰ کیلومتری جنوب غربی پایتخت منطقه‌ای دالان‌زادغاد و ۹۵۰ کیلومتری جنوب پایتخت مغولستان، اولان‌باتور واقع شده است.